# Hugo (ur. 1964)
Hugo, właśc. Hugo José Duarte (ur. 20 czerwca 1964 w Morrinhos) – piłkarz brazylijski, występujący na pozycji bramkarza.

## Kariera klubowa
Karierę piłkarską Guto rozpoczął w klubie Goiânia EC w 1981 roku. W następnym roku przeszedł do CR Flamengo. Z Flamengo zdobył mistrzostwo Brazylii w 1987 (czysto symboliczne, gdyż Hugo nie wystąpił w żadnym meczu) oraz mistrzostwo stanu Rio de Janeiro – Campeonato Carioca w 1986. W 1985 był wypożyczony do Vitórii Salvador. Z Vitórią zdobył mistrzostwo stanu Pernambuco – Campeonato Pernambucano. W 1987 został zawodnikiem portugalskiego klubu O Elvas.
W lidze portugalskiej zadebiutował 12 marca 1988 w zremisowanym 0-0 wyjazdowym meczu z Benficą Lizbona. O Elvas nie zdołało się utrzymać w portugalskiej ekstraklasie w 1988, dlatego Hugo przeszedł do Estreli Amadora. Z Estrelą zdobył Puchar Portugalii w 1990. W latach 1991–1992 Hugo był zawodnikiem Sportingu Braga. Ostatni raz w lidze portugalskiej Hugo wystąpił 9 maja 1992 w przegranym 0-3 meczu z SC Salgueiros. Ogółem w lidze portugalskiej Hugo rozegrał 72 mecze.
W 1992 powrócił do Brazylii, gdzie został zawodnikiem Rio Branco Americana. W 1993 występował w Corinthians Paulista. W Corinthians 7 września 1993 w wygranym 2-0 meczu z Cruzeiro EC Hugo zadebiutował w lidze brazylijskiej.
Dwa miesiące później wystąpił ostatni raz w lidze brazylijskiej 14 listopada 1993 w zremisowanym 1-1 meczu z CR Flamengo.
Piłkarską karierę Hugo zakończył we Fluminense FC w 1998 roku.

## Kariera reprezentacyjna
Hugo występował w olimpijskiej reprezentacji Brazylii. W 1983 roku uczestniczył w Igrzyskach Panamerykańskich w Caracas na których Brazylia zdobyła brązowy medal. Na turnieju Hugo wystąpił we wszystkich trzech meczach reprezentacji Brazylii z Argentyną, Meksykiem i Urugwajem.
W tym samym roku Hugo zdobył z reprezentacją U-20 Młodzieżowe Mistrzostwo Świata. Na turnieju w Meksyku Hugo wystąpił w pięciu meczach z Holandią, Nigerią, ZSRR, Czechosłowacją i w finale z Argentyną.